# Campionat d'Espanya de tot terreny 1979
La temporada de 1979 del Campionat d'Espanya d'enduro fou la 15a edició d'aquest campionat (fou la darrera edició del campionat amb aquesta denominació, ja que d'ençà de 1980 rebé el nom de Campionat d'Espanya d'enduro), organitzat per la Reial Federació Motociclista Espanyola. El calendari oficial constava de 9 proves puntuables. Sis de les proves programades es disputaren als Països Catalans: Dos Dies del Segre, Dos Dies de Reus, Dos Dies de Manresa, Dos Dies de Ripoll, Dos Dies de València i Dos Dies de Barcelona.

## Classificació final
| Posició | Pilot                      | Motocicleta    | Punts |
| ------- | -------------------------- | -------------- | ----- |
| 1       | Carles Mas                 | Montesa        | 168   |
| 2       | Narcís Casas               | Bultaco        | 153   |
| 3       | Josep Maria Pibernat       | SWM            | 114   |
| 4       | Ton Marsinyach             | Montesa        | 79    |
| 5       | Joan Riudalbàs             | Bultaco        | 50    |
| 6       | Ferran Gil                 | Montesa        | 44    |
| 7       | Toni Soler                 | Bultaco/Fantic | 40    |
| 8       | Guillermo Moreno de Carlos | SWM            | 37    |
| 9       | Ramon Burés                | Montesa        | 26    |
| 9       | Eduard Pujol               | Montesa/SWM    | 26    |
| 11      | Josep Pujol                | Bultaco        | 25    |

## Categories inferiors

### Trofeu Sènior Superior a 75cc
| Posició | Pilot            | Motocicleta | Punts |
| ------- | ---------------- | ----------- | ----- |
| 1       | Josep Piella     | SWM         | 75    |
| 2       | Jordi de Marimon | Montesa     | 52    |
| 3       | Andreu González  | Bultaco     | 44    |

### Trofeu Sènior 75cc
| Posició | Pilot           | Motocicleta | Punts |
| ------- | --------------- | ----------- | ----- |
| 1       | Jordi Monjonell | Puch        | 53    |
| 2       | Antoni Casals   | Montesa     | 32    |
| 3       | Josep Puig      | Puch        | 24    |